# Davide Ballerini
Davide Ballerini (Cantù, 21 september 1994) is een Italiaans wielrenner die anno 2024 rijdt voor Astana Qazaqstan.

## Carrière
In 2012 werd Ballerini, achter Alexander Wachter en Anthony Turgis, derde op het Europese kampioenschap op de weg voor junioren. Eerder dat jaar was hij al zesde geworden in de Trofeo Città di Loano.
In 2014, zijn tweede seizoen bij Team Idea, won Ballerini de laatste etappe van de An Post Rás. In de Koers van de Olympische Solidariteit wist hij in drie van de vijf etappes bij de beste vier renners te eindigen, wat hem de derde plaats in het eindklassement opleverde. Het jongerenklassement schreef hij, met een voorsprong van dertien seconden op een vijftal renners, wel op zijn naam. Aan het eind van 2016 kreeg hij, vanwege goede resultaten in onder meer de ZLM Tour en de Ronde van Opper-Oostenrijk, een stagecontract aangeboden bij Tinkoff. Namens deze ploeg reed hij onder meer Milaan-Turijn en de Ronde van Piemonte. In oktober nam hij deel aan de Piccolo Ronde van Lombardije, waarin hij zevende werd, en de wegwedstrijd voor beloften op de wereldkampioenschap.
In 2017 werd Ballerini prof bij Androni Giocattoli-Sidermec. Zijn debuut voor de ploeg maakte hij in de Grote Prijs van de Etruskische Kust, waarin hij op plek 27 eindigde. Zijn World Tour-debuut maakte hij in de Strade Bianche, die dat jaar voor het eerst op de World Tour-kalender stond. In die wedstrijd, die deels over onverharde wegen gaat, reed hij niet uit. In de tweede etappe van de Tirreno-Adriatico trok Ballerini, samen met vijf anderen, ten aanval. Onderweg verzamelde de Italiaan voldoende punten om na de etappe de eerste bergtrui uitgereikt te krijgen. De leiding in het bergklassement moest hij na de vierde etappe afstaan aan Nairo Quintana, maar twee dagen later wist hij de groene leiderstrui te heroveren. In de laatste etappe, een individuele tijdrit, werden geen bergpunten meer vergeven, waardoor Ballerini zich eindwinnaar mocht noemen.
In 2019 stapte Ballerini over naar Astana. Zijn grootste zege dat jaar was de wegrit op de Europese Spelen. Aan het einde van dat jaar maakte hij een transfer naar Deceuninck–Quick-Step, tot 2023 reed hij voor de Belgische wielerploeg. Hij won in een massasprint de laatste etappe van de Ronde van Polen 2020. Het was de eerste overwinning in de UCI World Tour van de Italiaan.
In 2021 won hij de Omloop het Nieuwsblad. Na een massasprint eindigde hij voor Jake stewart en Sep Vanmarcke in Ninove als eerste.
Voor het seizoen van 2024 maakte Ballerini voor de tweede maal de overstap naar Astana Qazaqstan Team.
Hij is geen familie van de voormalige tweevoudige winnaar van Parijs-Roubaix Franco Ballerini.

## Palmares

### Overwinningen
2014
8e etappe An Post Rás
Jongerenklassement Koers van de Olympische Solidariteit
2017
Bergklassement Tirreno-Adriatico
2018
Proloog Sibiu Cycling Tour
Memorial Marco Pantani
Trofeo Matteotti
2019
Bergklassement Ronde van Californië
 Europese Spelen
2020
5e etappe Ronde van Polen
2021
1e en 2e etappe Ronde van de Provence
Puntenklassement Ronde van de Provence
Omloop Het Nieuwsblad
2022
4e etappe Ronde van Wallonië
Coppa Bernocchi

## Resultaten in voornaamste wedstrijden
| Jaar | Ronde van Italië | Ronde van Frankrijk | Ronde van Spanje |
| ---- | ---------------- | ------------------- | ---------------- |
| 2017 |                  |                     |                  |
| 2018 | 68e              |                     |                  |
| 2019 |                  |                     |                  |
| 2020 | 72e              |                     |                  |
| 2021 |                  | 108e                |                  |
| 2022 | 99e              |                     |                  |
| 2023 | opgave           |                     |                  |
| 2024 | 70e              | 140e                |                  |
| 2025 |                  | 135e                |                  |

| Jaar | Milaan-San Remo | Gent-Wevelgem | Ronde van Vlaanderen | Parijs-Roubaix | Amstel Gold Race | Ronde van Lombardije | Omloop Het Nieuwsblad |  | WK op de weg |  | Wereldranglijsten |
| ---- | --------------- | ------------- | -------------------- | -------------- | ---------------- | -------------------- | --------------------- |  | ------------ |  | ----------------- |
| 2017 | 140e            |               |                      |                |                  | opgave               |                       |  |              |  |                   |
| 2018 |                 |               |                      |                |                  | opgave               |                       |  |              |  |                   |
| 2019 | 19e             | 43e           | opgave               | 31e            |                  | opgave               | opgave                |  |              |  | 143e (UWR)        |
| 2020 |                 |               |                      |                |                  |                      |                       |  |              |  | 90e (UWR)         |
| 2021 | 41e             | 52e           | opgave               | opgave         |                  |                      | ↑                     |  | opgave       |  |                   |
| 2022 |                 | opgave        |                      | 41e            | 94e              |                      |                       |  | 63e          |  |                   |
| 2023 | 12e             |               | 56e                  | opgave         |                  |                      | 6e                    |  |              |  |                   |
| 2024 |                 |               |                      |                |                  |                      |                       |  |              |  |                   |
| 2025 | 55e             | 6e            | 10e                  | opgave         |                  |                      | 139e                  |  |              |  |                   |

## Ploegen
- 2014 –  Team Idea
- 2015 –  Unieuro Wilier
- 2016 –  Tinkoff (stagiair vanaf 27-7)
- 2017 –  Androni-Sidermec-Bottecchia
- 2018 –  Androni Giocattoli-Sidermec
- 2019 –  Astana Pro Team
- 2020 –  Deceuninck–Quick-Step
- 2021 –  Deceuninck–Quick-Step
- 2022 –  Quick Step-Alpha Vinyl
- 2023 –  Soudal-Quick Step
- 2024 –  Astana Qazaqstan
- 2025 –  XDS Astana Team

Ballerini · Carantoni · Collodel · Delle Stelle · Gadda · Mossini · Nespoli · Pettiti · Pichetta · Spreafico · Tedeschi
Baška · Bennati · Blythe · Boaro · Bodnar · Broett · Contador · Gatto · Gogl · Hansen · Hernández · Kišerlovski · Kolář · Kreuziger · Majka · McCarthy · Paulinho · Petrov · Poljański · Rogers · Rovny · J. Sagan · P. Sagan   · Tosatto · Trofimov · Troesov · Valgren · Ballerini (stagiair) · Fortunato (stagiair) · Montagnoli (stagiair)
Ballerini · Benfatto · Bernal · Bonusi · Cattaneo · D'Urbano · Mar. Frapporti · Mat. Frapporti · Gavazzi · Malucelli · Masnada · Pacioni · Palini · Rivera · Sosa · Spreafico · Taliani · Torres · Vendrame
Ballerini · Belletti · Benfatto · Bisolti · Bonusi · Cattaneo · Chirico · Mar. Frapporti · Mat. Frapporti · Gavazzi · Malucelli · Masnada · Rivera · Sosa · Spreafico · Torres · Vendrame · Lizde (stagiair) · Viel (stagiair)
Ballerini · Bilbao · Bïjigitov · Boaro · Bohórquez · Cataldo · Contreras · Cort · De Vreese · Fominykh · Fraile · Fuglsang · Gïdïç · Gregaard · Groezdev · Hirt · Houle · G. Izagirre · J. Izagirre · Kudus · Loetsenko · López · Natarov · Sánchez · Stalnov · Villella · Zacharov · Zejts
Alaphilippe  · Almeida · Archbold · Asgreen · Bagioli · Ballerini · Bennett · Cattaneo · Cavagna · Declercq · Devenyns · Evenepoel   · Garrison · Hodeg · Honoré · Jakobsen · Jungels · Keisse · Knox · Lampaert · Masnada · Mørkøv · Sénéchal · Serry · Steels · Steimle · Štybar · Van Lerberghe · Quinn (stagiair) · Vansevenant (stagiair)
Alaphilippe  · Almeida · Archbold · Asgreen · Bagioli · Ballerini · Bennett · Cattaneo · Cavagna · Cavendish · Černý · Declercq · Devenyns · Evenepoel · Garrison · Hodeg · Honoré · Jakobsen · Keisse · Knox · Lampaert · Masnada · Mørkøv · Sénéchal · Serry · Steels · Steimle · Štybar · Van Lerberghe · Vansevenant · Osborne (stagiair) · Van Tricht (stagiair)
Alaphilippe  · Asgreen · Bagioli · Ballerini · Cattaneo · Cavagna · Cavendish · Černý · Declercq · Devenyns · Evenepoel  · Honoré · Jakobsen  · Keisse · Knox · Lampaert · Masnada · Mørkøv · Schmid · Sénéchal · Serry · Steels · Steimle · Štybar · Svrček (vanaf 1/7) · Van Lerberghe · Van Tricht · Van Wilder · Vansevenant · Vernon · Vervaeke · Raccani (stagiair)
Alaphilippe · Asgreen · Bagioli · Ballerini · Cattaneo · Cavagna · Černý · Declercq · Devenyns · Evenepoel    · Hirt · Jakobsen  · Knox · Lampaert · Masnada · Merlier · Mørkøv · Pedersen · Schmid · Sénéchal · Serry · Steimle · Svrček · Van Lerberghe · Van Tricht · Van Wilder · Vansevenant · Vernon · Vervaeke
Ballerini · Battistella · Bettiol (vanf 15/8) · Bol · Brusenskii · Cavendish · Charmig · Fjodorov · Fortunato · Garofoli · Gazzoli · Giditş · Groezdev · Kanter · Koezmin · López · Loetsenko · Maroechin · Mulubrhan · Mørkøv · Pronskii · Scaroni · Schelling · Selig · Syritsa · Tejada · Tsjzjan · Umba · Velasco · Vinokoerov · Goyo (stagiair) · Smirnov (stagiair) · Trezise (stagiair)